# Ron Thal
Ronald Jay Blumenthal, conocido por sus nombres artísticos Ron Thal y Bumblefoot, es un guitarrista nacido el 25 de septiembre de 1969 en Nueva York. Posee una vasta carrera como solista y ha ganado popularidad por ser uno de los tres guitarristas principales de la nueva versión del grupo de hard rock Guns N' Roses y grabar con ellos el álbum Chinese Democracy. Además, es desde 2017 el guitarrista del súper-grupo de metal progresivo Sons of Apollo, que integra junto a Mike Portnoy, Derek Sherinian, Billy Sheehan y Jeff Scott Soto.

## Primeros Trabajos ( 1995 - 2003 )
Ron Thal posee una extensa carrera como solista. Su carrera parte en 1995 con "The Adventures Of Bumblefoot", el disco no tendría mucho éxito pero sería un comienzo que fue acompañado por dos discos más, "Wild Woody Soundtrack" en 1995 y "Hermit" en 1997. Luego de estos lanzamientos y de escaso éxito hace un cambio en su nombre, ahora se haría llamar "Bumblefoot", nombre de una infección, y lanzaría su primer álbum como Bumblefoot en 1998, el álbum se llamó "Hands", luego entraría de lleno Europa con la edición de los disco "Uncool" sólo para Francia y "9.11", cuya canción "Guitars Suck" ganó popularidad en el Viejo Continente debido a su gran complejidad.
Luego de esto editaría "Uncool" para América y sacaría su primer disco recopilatorio "Forgotten Anthology" que recopilaría lo mejor de su discografía hasta el 2003 además de temas inéditos.

## Ingreso a Guns N' Roses y madurez musical ( 2004 - 2008 )
Bumblefoot empieza a sonar para la nueva versión de Guns N' Roses en 2004 ante la partida de Buckethead; se nombra finalmente a Thal como sustituto y empieza a trabajar en la banda, al comienzo fue difícil debido al ambiente dentro de la banda y el nuevo álbum en pleno proceso, igualmente aprovechó el receso de 2005 de la banda para lanzar su noveno disco titulado "Normal", de este disco de desprendería su primer videoclip para la canción "Real".
Bumblefoot debutaría en vivo con Guns N' Roses el 12 de mayo de 2006 en el Hammerstein Ballroom de New York, para luego girar con ellos en un tour por Europa actuando en importantes festivales como el Download Festival, el Rock am Ring y el Rock In Rio. Luego Ron haría unos pocos conciertos con GN`R el 2007 para luego tener un agitado 2008 con el lanzamiento de Chinese Democracy con Guns N' Roses que tendría ventas hasta el día de hoy sobre los seis millones de copias, también tendría dos lanzamientos en su carrera solista debido a que GN`R no salió de gira inmediatamente, los discos serían "Abnormal" y "Barefoot", que gracias a su popularidad debido a su participación en Guns N' Roses tendrían mayor éxito que sus anteriores placas, siendo "Abnormal" la continuación de "Normal", y "Barefoot" un EP con canciones de sus discos anteriores pero en sus versiones acústicas.

## Éxito y reconocimiento ( 2009 - presente )
Luego de la salida a la venta de "Chinese Democracy" y "Barefoot" a finales de 2008, Bumblefoot se preparó para la gira que se vendría con Guns N' Roses y en el verano de U.S y Europa giró como guitarrista con Lita Ford. En diciembre de 2009 se inició la Chinese Democracy World Tour 09/10/11, empezaron por Asia, tocaron en Seúl, Osaka, Tokio y Taiwán, aquí Bumblefoot estrenó un solo de guitarra que estaba basado en el tema de la "Pantera Rosa" y también incluía un extracto de la canción de Guns N' Roses Estranged, este solo sería recurrente en los conciertos en esta gira.
Luego de la pierna asiática partirían a Canadá donde darían una serie de conciertos. Luego vendría Sudamérica donde Ron estrenaría los "meet-n-greets", reuniones donde él se reuniría con los fanes luego de los conciertos para compartir con ellos, esto demostraría su gran cercanía con los fanes. 
En el verano europeo de 2010, Bumblefoot seguiría haciendo los "meet-n-greets", además de que tocaría en grandes festivales europeos. Al terminar la primera parte de la gira europea, Bumblefoot, se encontró descansando y probablemente grabando nuevo material con Guns N' Roses, la segunda parte de la gira europea se iniciará con dos conciertos en dos diferentes festivales, el 27 y 29 de agosto en el Reading Festival y Leeds Festival respectivamente.
En 2012, produjo material discográfico para la cantante POC Saenz, esto en México, acompañándola en sus eventos y producciones.
El 19 de diciembre del 2014 anunció su salida definitiva de Guns N' Roses para continuar su proyecto personal: “Ahora estoy enfocando en mi carrera solista. 2015 será emocionante, para ellos y para mi. Traté de hacer las dos cosas al mismo tiempo, pero es muy difícil. Solo puedo mantenerme en un lugar”.
También hizo mención sobre un tumor que le extrajeron a principio del 2014: “Fue algo rápido. No se compara con las personas que realmente necesitan enfrentar un cáncer. Por suerte, no se esparció. Lo extrajeron y fue solo eso”. En julio de 2015 se confirmó oficialmente su salida de GN'R.
Actualmente forma parte de la última reformación del grupo de Rock Progresivo Asia junto a Geoff Downes, Carl Palmer y Billy Sherwood.

## Discografía
En solitario
- The Adventures Of Bumblefoot (1995)
- Wild Woody Soundtrack (1995)
- Hermit (1997)
- Hands (1998)
- Uncool (2000) *Edición Francesa
- 9.11 (2001)
- Uncool (2000) *Edición Americana
- Forgotten Anthology (2003)
- Normal (2005)
- Abnormal (2008)
- Barefoot - The Acoustic Ep (2008)
- Little Brother is Watching (2015)

Con Guns N' Roses
- Chinese Democracy (2008)